# DB 425 sorozat
A Német Vasutak (DB) 425 sorozatú könnyű, csuklós S-Bahn- és regionális forgalmú villamos motorvonatát eredetileg az AEG-Siemens-DWA konzorcium fejlesztette ki, az AEG vezetésével, mára az összeolvadások hatására a Bombardier Transportation–Siemens Transportation Systems konzorcium közös terméke. A 425 sorozat egyik alváltozatának tekinthető a 424 sorozat, de számos hasonlóság fedezhető fel a 423 és a 426 sorozatokkal is, bár a 423 kimondottan magas (995 mm) padlószintű és szélesebb, nem az UIC 505-1 szerinti szerkesztési szelvény szerint készült, szemben a másik három típussal. A 425 sorozatjelzést a DB(AG) egyszer már használta a régi ET 25 sorozatú motorvonatok új sorozatjeleként.
Beceneve Quietschie (Visongó).

## Felépítése
Az önhordó kocsiszekrények integrált építési technológiával készülnek extrudált alumínium profilokból, melyhez ragasztással rögzítették a szélvédőket és kereteket. Az ablakok többrétegű, hőszigetelt biztonsági üvegezésűek A korábbi generációs S-Bahn-motorvonatokhoz, a 420 sorozathoz hasonlóan a négyrészes szerelvény hosszát mintegy 70 méterben állapították meg. A 420 sorozattal szemben azonban a 425 sorozatnak a vonat teljes hosszában átjárhatónak és átláthatónak kellett lennie, a tereket csak üvegajtók határolhatták. Ennek érdekében a típust Jacobs-forgóvázas csuklós motorvonatként alakították ki az egyes kocsirészek (tagok) közötti zárt átjáróval.
A járművet két, szinte teljesen egyforma részre (1. és 2. tag, illetve 3. és 4. tag) osztották. Mindkét részben egy-egy vezérlőegység, egy-egy 1,2 MVA-es transzformátor (1.,4. tag), egy-egy vontatási áramirányító (1.,4. tag), egy-egy segédüzemi áramellátó rendszer (2.,3. tag), egy-egy fékvezérlővel (1.,4. tag) kiegészített légfékberendezés (2.,3. tag) és egy-egy, eredetileg Mesa 2002, jelenleg GSM-R típusú rádióegység található.
A többi berendezés nem redundáns, ezek az alábbiak szerint kerültek elhelyezése:
- 1. tag: mozgáskorlátozottak számára is használható WC; LZB típusú vonatbefolyásoló
- 2. tag: áramszedő és főmegszakító
- 3. tag: légsűrítő
- 4. tag: a mozdony thermofach-ja és az utastájékoztató rendszer központja.

Egy vontatási áramirányító a hozzátartozó szélső forgóváz és a külső Jacobs-forgóváz mindkét tengelyét hajtó, összesen négy vontatómotor háromfázisú váltakozóáramú táplálását látja el, illetve alkalmas visszatápláló fékezésre is. Magyar vonatkozású érdekesség, hogy a vontatómotorokat jelentős részben a Ganz Transelektro cég szállította. A középső Jacobs-forgóváz se nem hajtott, se nem fékezett.
Több vonat szinkronban történő közlekedtetése esetére a járművek két végén önműködő Scharfenberg-típusú ütköző-vonó készülék biztosítja a gyors össze- és szétkapcsolást. A 424, 425 és 426 sorozatok egymással szabadon összekapcsolhatók és egy vezetőállásból vezethetők. A járművek összekapcsolhatók a 420 és 423 sorozatokkal is, de ezeket csak vontatni tudja, a villamos csatlakozások nem kompatibilisak.
A 424 és 425 sorozatú motorvonatok középmagas (798 mm) padlószintűek, viszont a 425 sorozat ettől eltérő peronmagasságok mellett is alkalmazható, ezért ebbe a típusba négy kerekesszék-emelő liftet is beépítettek. A járműveket oldalanként 8 db villamos hajtású kétszárnyú lengő-tolóajtóval látták el.
Mind az utastér, mind a vezetőállások klimatizáltak. A vizuális utastájékoztató rendszer kijelzői a járművek homlokán és oldalán is megtalálhatóak, továbbá automatikus hangosbemondás tájékoztat a vonal számáról, a végállomásról, a következő megállóról és az átszállási lehetőségekről. Az utastájékoztatót a 424, 425.0 és 426 az egyik tengelyre szerelt útszámláló, még a 425.2–425.4 sorozatok esetén GPS vezérli.

### Üzemi tapasztalatok
A gyengébb forgalmú időszakokban történő közlekedéshez eredetileg a vonat egyik felét lezárhatóvá alakították ki az utasok biztonságérzetének növelése érdekében. Ezt azonban nem alkalmazták és hamarosan ezeket a beltéri ajtókat kiszerelték.

### Utasszemmel
Az utasok részéről folyamatos kritika érte a típust, elsősorban a hosszabb utazásokhoz túlontúl kemény ülések miatt, melyeknek ráadásul háttámlája is meredek, valamint nincsenek kartámaszok. Kritika érte még az áramirányítók és a vontatómotorok által kibocsátott kellemetlen zajt (innen a típus „Quietschie” beceneve), valamint a gyakran meghibásodó WC-ket.
A utaskikérdezéses felmérések nyomán Bajorországban és Észak-Rajna–Vesztfáliában az utastereket részben módosították. Bajorországban és Baden-Württembergben a 425-ösök egy részét más vonalakra irányították, helyükre mozdonyvontatású szerelvényeket állítottak.

## Változatok

### 424 sorozat
Ezt a típusváltozatot a hannoveri S-Bahn részére fejlesztették ki és csakis ott közlekedik. A 424 sorozat messzemenőkig azonos a 425 sorozattal, mindössze az alábbi részletekben tér el attól:
- könnyű beszállás kibillenő áthidalás segítségével, mely a 760 mm peronszintű megállóknál a jármű beszállótere és a peron közti hézagot csökkenti
- nincs kerekesszék-emelő beépítve, mivel a fentiek miatt nem szükséges
- nincs beépítve a 425-ösöknél rendszeresített futómű-felügyelet, így a 424-esek legnagyobb sebessége LZB-üzemben is csak 140 km/h

### Átépítés Észak-Rajna–Vesztáliának
Összesen kilenc 425 sorozatú járművet építettek át az RB42 (Münster–Essen) vonal ellátására. Az átalakítás keretében néhány ülés feláldozásával poggyásztartókat alakítottak ki, az 1. osztály padlója szőnyegborítást kapott, az utastájékoztatás javítására TFT-képernyős berendezéseket telepítettek, kényelmesebb ülések jobb huzattal és kartámokkal, néhány üléshez asztalt építettek be, ruhafogasok, kerékpár-rögzítő hurkok, a WC-be pelenkázóasztal került felszerelésre, valamint antennákat építettek be a mobiltérerő javítására.

### 425.15 S-Bahn Hannover
A 425 150 – 425 155 pályaszámú járművek vario-lépcsőkkel látták el. A járművek a hannoveri repülőtértől az 5-ös S-Bahn-vonalon járnak Paderbornig; Hamelnig/Hamelntől egy 424-essel szinkronban. A lépcsőket Hannover és Lüdge között leeresztik és Altenbeken vagy Paderborn előtt felemelik. A 425 155 pályaszámú jármű a „Hannover Airport” nevet viseli, míg a 425 152-t „Hannover Aiprort Line”-ra keresztelték.

### 425.2
A második gyártási sorozat, a 425.2 az S-Bahn RheinNeckar minden vonalán közlekedik. Az eredeti 425-ösökel szemben nincs bennük LZB, viszont kényelmesebb ülésekkel látták el. A padlómagasság (780 mm) kismértékben alacsonyabb az első szériáénál és így a 424 sorozatnál leírt kibillenő áthidalás segítségével könnyű a bejutás az S-Bahn-peronokról. A kerekes székesek részére pedig a vezetőállások mögötti ajtóknál egy kézi erővel kihajtható lemezrámpa teszi feleslegessé az első széria emelőliftjét. Ez a megoldás tulajdonképpen azonos a 424 sorozatéval, a típusjelzés mégis 425 lett. 2007 óta a 425.2-esek már csak egy, az 1. tagban lévő első osztályú szakasszal rendelkezik, a 4. tagban lévőt a nagyobb kapacitás érdekében másodosztályúvá minősítették és négy plusz ülést építettek be.
A hannoveri S-Bahnon 2008-ban 13 további motorvonatot állítanak szolgálatba.

### 425.4
A negyedik szériát, a 425.4-et Regionalbahn- / Regionalexpress-szolgálatra szerezték be és leginkább az RB 44 (Mannheim – Worms – Mainz) és az RB 2 (Biblis – Mannheim – Hockenheim – Waghäusel) vonalakon közlekednek. Egy lehetséges későbbi kizárólagos S-Bahn-felhasználás érdekében a 425.2-esekéhez hasonló billenőlépcsők beépítésére is elő vannak készítve.

## Üzeme
A 425 sorozatú motorvonatok 2000 óta napjainkig kizárólag a Német Vasutak (DB) regionális leányvállalatainál közlekednek.

### Transzformátor-problémák
A 424 sorozatnak az új hannoveri S-Bahn-hálózat üzembe helyezésével egyidőben, 2000-ben kellett volna szolgálatba állniuk, mely azonban műszaki problémák miatt nem sikerült. A kocsiszekrény alatt elhelyezett transzformátorok ugyanis nem voltak megfelelő leárnyékolva, így a pályán elhelyezett jelző- és biztosítóberendezések működésében zavarokat okoztak. Ez oda vezetett, hogy a hannoveri EXPO 2000 kiállítás idejére 423 sorozatú motorvonatokat voltak kénytelenek helyettük ideirányítani. A problémát azóta megoldották, egyedül a nagyobb rendezvények, így például a Hannover-Messe idejére hoznak ide más régiókból motorvonatokat: 425 sorozatúak mellett gyakran ismét 423-asokat. Időközben a 424-es állományt 6 db 425.15-össel egészítették ki (lásd feljebb). 2008-ra az S-Bahn-forgalom Hildesheim felé történő kiterjesztéséhez 13 db 425.2 sorozatú jármű érkezik majd ide.

### Fékproblémák
A 425 (és 426) sorozat fékrendszerével kapcsolatos problémák 2002 ősze óta ismertek. 2003 szeptemberétől a sorozat legnagyobb sebességét (függetlenül attól, hogy LZB-vel jártak-e) Észak-Rajna–Vesztfáliában a Szövetségi Vasúti Hivatallal (EBA) egyetértésben 120 km/h-ra korlátozták. Az így szükségessé váló módosított menetrend számos csatlakozásmulasztáshoz vezetett, különösen Kelet-Vesztfália–Lippében. 2003 őszén a 425 sorozat az újságok címlapjára is felkerült, mivel esetenként előfordult, hogy Észak-Rajna–Vesztfáliában a sebességkorlátozás ellenére egyes járművek nem tudtak időben megállni; kicsúsztak a megállókból. Ezért 2003. november elején a vonatok sebességét átmenetileg 80 km/h-ra korlátozták, amely súlyos zavarokat okozott a menetrendben.
Ennyire súlyos fékproblémákat más üzemeltetési területeken nem tapasztaltak, csak elvétve fordult elő megállón túlhaladás.
Míg a Német Vasutak (DB) a helyi speciális időjárást okolta (a légszennyezettség csúszós bevonatot hozott létre a síneken), a szakemberek úgy látták, hogy sokkal inkább konstrukciós hibára vezethető vissza a nem elégséges fékhatás – hiszen az a jelenség, hogy ősszel a lehulló levelek egy csúszós réteget alkotnak a pályán, nagyjából a vasúti közlekedés kezdete óta ismert jelenség. A legtöbb motorvonattal szemben a 425-ösökről hiányzik egy a tapadási viszonyoktól független fékberendezés, mint például a mágneses sínfék. Üzemi fékezés során kizárólag a villamos fékberendezés működik. A sűrített levegős fékberendezés kizárólag gyors- és vészfékezéskor valamint a rögzítőféknél jut szerephez. A villamos fék szabályozásához hozzátartozik egy csúszásvédelmi szoftver, melynél a középső, fékezetlen forgóváz az összehasonlítási alap. Amennyiben egyes kerékpárok csúszni kezdenek, a szoftver visszaveszi a villamos fék erejét. Azonban ezt, mivel egy áramirányító négy hajtott tengelyt táplál, nem tudja csak a megcsúszott kerékpárral tenni, hanem csak a hozzátartozó mind a néggyel egyszerre. Akkoriban ráadásul a csúszásvédelmi szoftver úgy volt beállítva, hogy kedvezőtlen körülmények esetén jelentősen csökkentse a fékerőt – ez pedig jelentősen megnövelte a fékutat. Alapjaiban már az is rontja a lassulási tulajdonságokat, hogy a meglévő tíz tengelyből csak nyolc fékezett.
Többek között ezek a problémák vezettek kényszerű menetrend-változtatásokhoz és konfliktusokhoz a Szövetségi Vasúti Hivatallal. Különböző kísérleti megoldások után valamennyi 423, 424, 425 és 426 sorozatú motorvonat homokoló-berendezését módosították (nagyobb szórási teljesítmény), valamint változtattak a járművezérlésen és a csúszásvédelem szoftverén. Ezen kívül 40 db Észak-Rajna–Vesztfáliában közlekedő motorvonat középső forgóvázára 2005 végéig mágneses sínféket szereltek fel.
Az átalakítások végeztéig az őszi időszakban számos ideiglenes intézkedést léptettek életbe. Így például Észak-Rajna–Vesztfáliában tíz héten át egyetlen vonalon sem volt kizárólagos 425-ös üzem.
A különösen problémás szakaszokról a típust teljesen levonták. Ehhez a teljes államszövetségből mozdonyokat és n-kocsikat irányítottak Észak-Rajna–Vesztfáliába. Ezek viszont nem minden esetben voltak képesek tartani a nagy teljesítményű motorvonatokra készült menetrendet, amely könnyen borulással fenyegette egyes vonalak menetrendjét. Az intézkedések hatására nem fordultak elő további fékproblémák a 425-ösökkel, bár ez valószínűleg a szokatlanul enyhe és száraz ősznek is köszönhető volt.
2005. április 3-án a 425-ösök legnagyobb sebességét újra 160 km/h-ra emelték, ezzel végre a menetrendek is könnyen tarthatóakká váltak. A következő őszön bebizonyosodott, hogy a meghozott intézkedések elérték céljukat, jelentősebb fékprobléma több nem fordult elő.
A Szövetségi Vasúti Hivatal 2007. szeptember 29-i hatállyal a 423, 424, 425 és 426 sorozatú motorvonatok fékszázalékát 142-ről 110%-ra szállíttatta le. Ezáltal jelzőirányítású üzemben (a PZB M-üzemmódjában) a legnagyobb sebesség 120 km/h lett, míg LZB-üzemben a fékszázalék csökkenése miatt a legnagyobb sebesség 140 km/h.

## A 425-ösök által bejárt vonalak

### DB Regio NRW (Észak-Rajna–Vesztfália)
Műhelyek: Essen és Köln; Elosztás: Düsseldorf; Tulajdonos: DB Regio NRW GmbH
- RE 6 Bielefeld – Hamm: csak RE 4343 (naponta), RE 4344 (naponta), RE 4356 (an W), RE 4358 (an S)
- RE 8 Koblenz – Bonn-Beuel – Köln/Bonn Flughafen – Köln – Mönchengladbach
- RB 26 Köln – Bonn – Remagen – Andernach – Koblenz (csak 2008. decemberig)
- RB 33 Wesel – Oberhausen – Duisburg – Krefeld – Mönchengladbach – Aachen
- RB 35 Wesel – Oberhausen – Duisburg (kivéve: a HVZ-erősítés Emmerich és Düsseldorf között)
- RB 42 Essen – Gelsenkirchen – Dülmen – Münster (korszerűsített járművek, hosszabb időtávban közlekednek)
- RB 48 Wuppertal – Köln – Bonn
- RB 69 Münster – Hamm – Bielefeld (közvetlen vonat az RB 89-re, csak 2008. decemberig)
- RB 89 Rheine – Münster – Hamm – Paderborn – Warburg (részben közvetlen vonat az RB 69-re , csak 2008. decemberig)

### DB Regio Baden-Württemberg (Baden-Württemberg)
Honállomás: Plochingen; Tulajdonos: DB Regio AG Baden-Württemberg, Regionalverkehr Württemberg, Stuttgart
- Stuttgart Hbf – Vaihingen (Enz) – Mühlacker – Pforzheim Hbf – Karlsruhe Hbf
- Murrhardt – Backnang – Marbach (Neckar) (kb. minden második vonat, egyébként n-kocsis ingavonat)
- Stuttgart Hbf – Herrenberg – Horb (Neckar) – Rottweil/Freudenstadt (Flügelung in Eutingen im Gäu)
- Stuttgart-Untertürkheim – Stuttgart-Münster – Kornwestheim
- Plochingen – Göppingen – Geislingen (Steige) – Westerstetten – Ulm Hbf
- Singen (Hohentwiel) – Schaffhausen (CH)

### DB Regio RheinNeckar (Baden-Württemberg, Hessen, Rajna-Pfalz, Saar-vidék)
Honállomás: Bst. Ludwigshafen (Rhein); Tulajdonos: DB Regio AG – Region RheinNeckar
- RE 1 Mannheim Hbf – Heidelberg Hbf – Eberbach – Mosbach-Neckarelz – Bad Friedrichshall-Jagstfeld – Heilbronn Hbf (425.1 & 425.4)
- RB 2 Karlsruhe Hbf – Graben-Neudorf – Waghäusel – Schwetzingen – Mannheim Hbf – Lampertheim – Biblis (425.1 & 425.4) (egyes vonatok RE-ként közlekednek)
- RE 4 Mainz Hbf – Worms Hbf – Ludwigshafen Hbf – Germersheim (425.1 & 425.4)
- RB 44 Mannheim-Friedrichsfeld – Mannheim Hbf – Ludwigshafen (Rhein) Hbf – Worms Hbf – Mainz Hbf (– Wiesbaden Hbf) (425.1 & 425.4)
- RB 60 Mannheim Hbf – Mannheim-Friedrichsfeld – Weinheim (Bergstraße) – Bensheim (425.1 & 425.4)
- RB 62 Worms – Hofheim (Ried) – Biblis (425.1 & 425.4)
- RB 85 Heilbronn – Bietigheim-Bissingen (425.1 & 425.4)
- S 1 Osterburken – Mosbach (Baden) – Mosbach-Neckarelz – Eberbach – Heidelberg Hbf – Mannheim Hbf – Ludwigshafen (Rhein) Hbf – Schifferstadt – Neustadt (Weinstraße) – Kaiserslautern Hbf – Homburg (Saar) (425.2)
- S 2 (Mosbach (Baden) – Mosbach-Neckarelz -) Eberbach – Heidelberg Hbf – Mannheim Hbf – Ludwigshafen (Rhein) Hbf – Schifferstadt – Neustadt (Weinstraße) – Kaiserslautern Hbf (425.2)
- S 3 Karlsruhe Hbf – Bruchsal – Heidelberg Hbf – Mannheim Hbf – Ludwigshafen (Rhein) Hbf – Schifferstadt – Speyer Hbf – Germersheim (425.2)
- S 4 Bruchsal – Heidelberg Hbf – Mannheim Hbf – Ludwigshafen (Rhein) Hbf – Schifferstadt – Speyer – Germersheim (425.2)

(Az S 3 egyes vonatai 425.1-gyel vagy 425.4-gyel erősítve)

### DB Regio Südwest (Rajna-Pfalz, Saar-vidék)
Honállomás: Trier; Tulajdonos: DB Regio Südwest
- RE 1 Kaiserslautern – Saarbrücken – Trier – Koblenz néha a 143 + emeletes kocsik mellett
- RE 8 Koblenz – Vallendar – Neuwied – Linz – Bonn-Beuel – Troisdorf – Köln – Mönchengladbach
- RE 11 Saarbrücken – Völklingen – Saarlouis Hbf – Merzig(Saar) – Trier Hbf
- RB 26 Koblenz – Andernach – Bonn – Köln – Köln Messe/Deutz (csak 2008. decemberig)
- RB 32 Mainz Hbf – Bingen (Rhein) Hbf – Boppard Hbf – Koblenz Hbf (csak 2008. decemberig)
- RE 60 Saarbrücken – Homburg (Saar) Hbf – Landstuhl – Kaiserslautern Hbf
- RB 71 Trier Hbf – Merzig (Saar) – Saarlouis Hbf – Saarbrücken Hbf – St. Ingbert – Homburg (Saar) Hbf
- RB 73 Saarbrücken Hbf – Neunkirchen (Saar) Hbf – St. Wendel – Türkismühle
- RB 74 Homburg (Saar) Hbf – Neunkirchen (Saar) Hbf – Wemmetsweiler Rathaus – Illingen (Saar)
- RB 76 Saarbrücken Hbf – Wemmetsweiler Rathaus – Neunkirchen Hbf – Homburg (Saar) Hbf
- RB 81 Koblenz Hbf – Cochem (Mosel) – Bullay – Wittlich Hbf – Trier Hbf
- RB 82 Wittlich Hbf – Trier Hbf – Wehr (Mosel) – Perl

### DB Regio Bayern (Bajorország)
Honállomás: München-Steinhausen; Tulajdonos: DB Regio
- Augsburg Hbf – Dinkelscherben – Günzburg – Neu-Ulm – Ulm Hbf
- Augsburg Hbf – Donauwörth – Treuchtlingen
- München Hbf – Augsburg Hbf
- Kochel – Penzberg – Tutzing (– München Hbf)
- Murnau – Oberammergau
- Garmisch-Partenkirchen – Reutte in Tirol
- Holzkirchen – Kreuzstraße – Rosenheim
- München Hbf – München Ost – Grafing Bahnhof – Rosenheim
- Traunstein – Ruhpolding
- Rosenheim – Kufstein

### DB Regio Südost (Szász-Anhalt)
Honállomás: Magdeburg
- Magdeburg Hbf – Stendal – Wittenberge
- Stendal – Salzwedel – Uelzen
- Magdeburg Hbf – Halle Hbf
- Magdeburg Hbf – Burg (részben)
- Mageburf Hbf – Braunschweig Hbf
- S1: Zielitz – Schönebeck-Salzelmen (részben)

### DB Regio Nord (Bréma / Alsó-Szászország)
- Bremen Hbf – Hude – Nordenham
- S 5: Hannover Flughafen – Hannover Hbf – Hameln – Paderborn

### DB Regio Hessen (Hessen)
- RB 30: Friedberg – Gießen; Gießen – Marburg (Lahn)
- SE 30 / SE 40 („Mittelhessen-Express”): Frankfurt (Main) Hbf – Gießen – Marburg – Treysa / – Wetzlar – Dillenburg

### Berlin
Az berlini észak-déli vasúti alagút 2006. május 27-i hivatalos megnyitásákor a Német Vasutak (DB) 423 és 425 sorozatú motorvonatokat közlekedtetett a Berlin Südkreuz–Berlin Potsdamer Platz–Berlin Hauptbahnhof–Berlin-Gesundbrunnen vonalon 20 perces ütemességgel és ingyenesen, hogy megismertesse az új vonalat. A vonatokat Hannoverből, Észak-Rajna–Vesztfáliából, Szász-Anhaltból és Bajorországból hozták. Egy szerelvénybe két motorvonatot soroztak be. A vonatok a 2006-os labdarúgó-világbajnokság végéig közlekedtek itt, majd visszatértek a honos területükre.

## Továbbfejlesztése
A DB 425 sorozata jó alapot nyújtott a két gyártó cégnek a Holland Vasutak (NS) részére kifejlesztett Sprinter Lighttrain motorvonatok kialakításához.

## Galéria

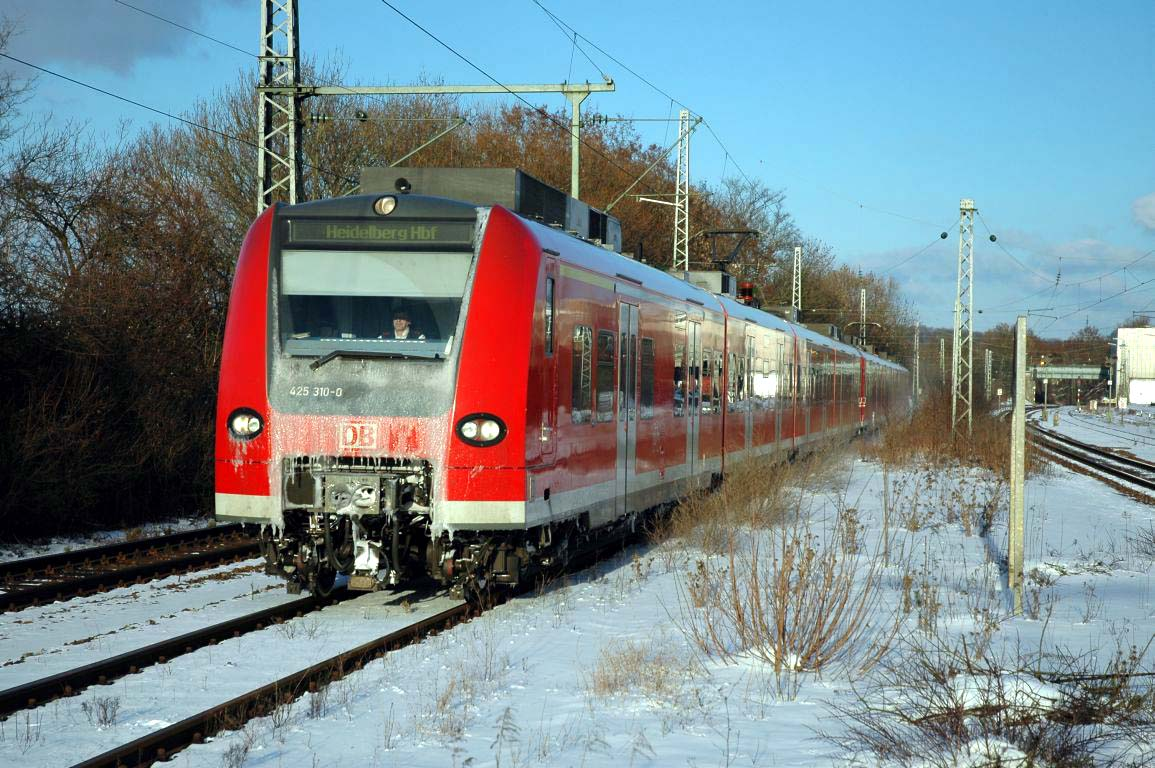
A harmadik szériás 425 310 Württembergische Westbahnon Heidelberg felé beahalad Sachsenheimbe
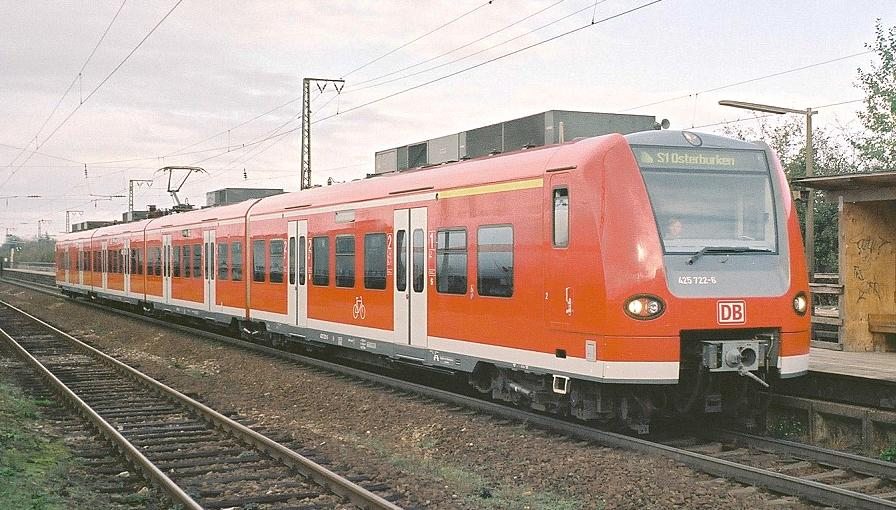
A második szériás 425 222 Mannheimben
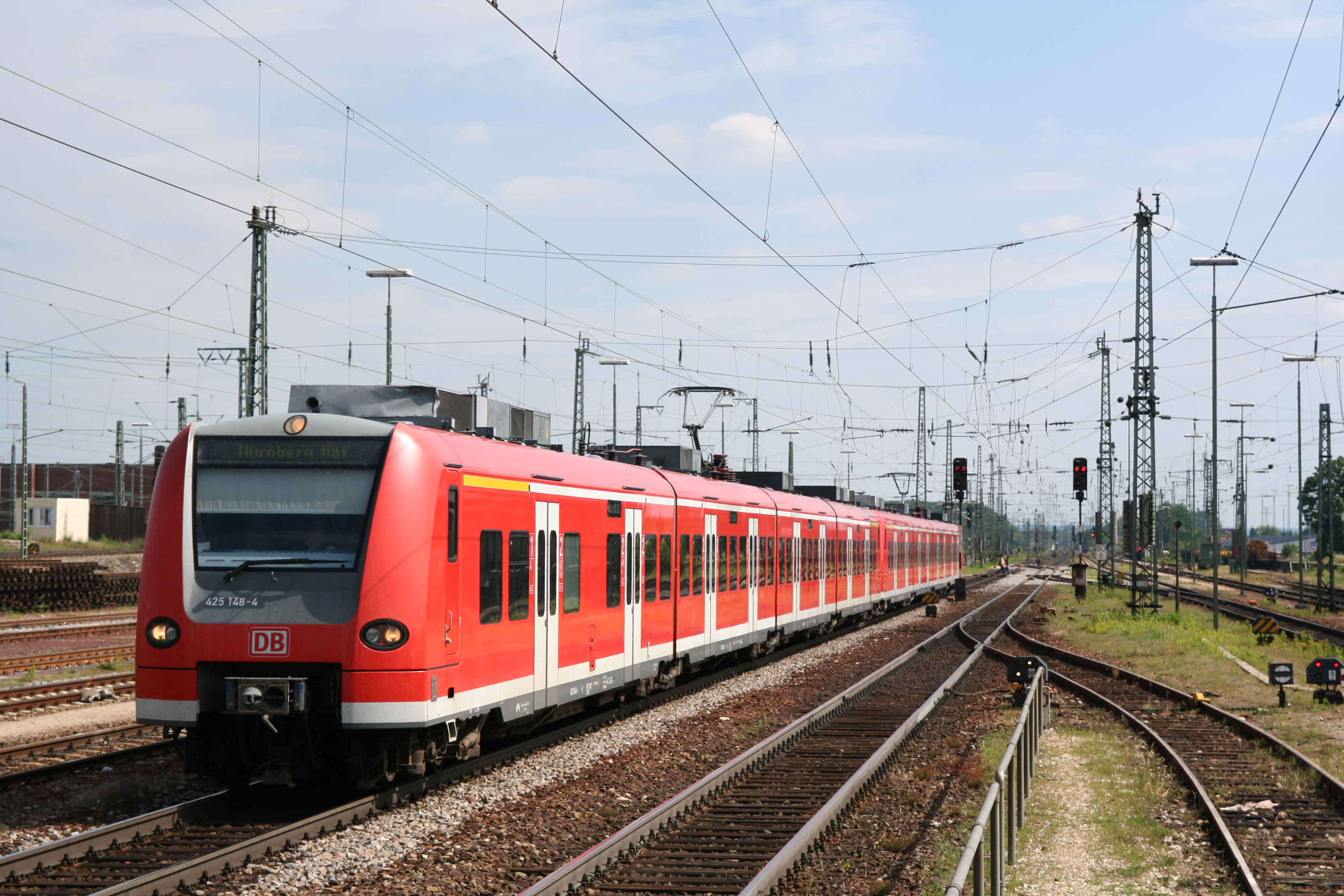
A Nürnberg felé tartó 425 148 Ingolstadt pályaudvarán
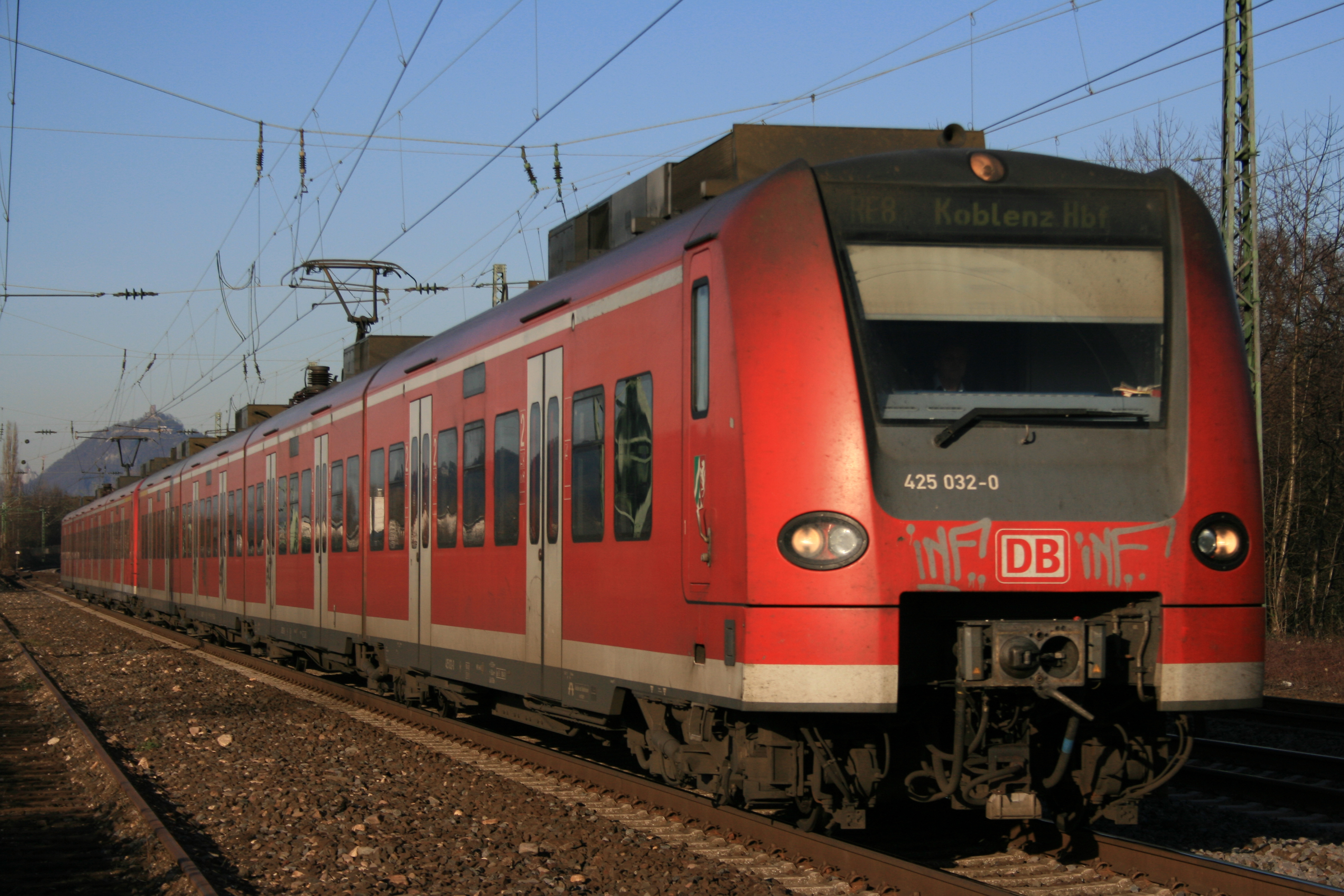
Az első gyártási sorozatba tartozó 425 032 Unkelnél
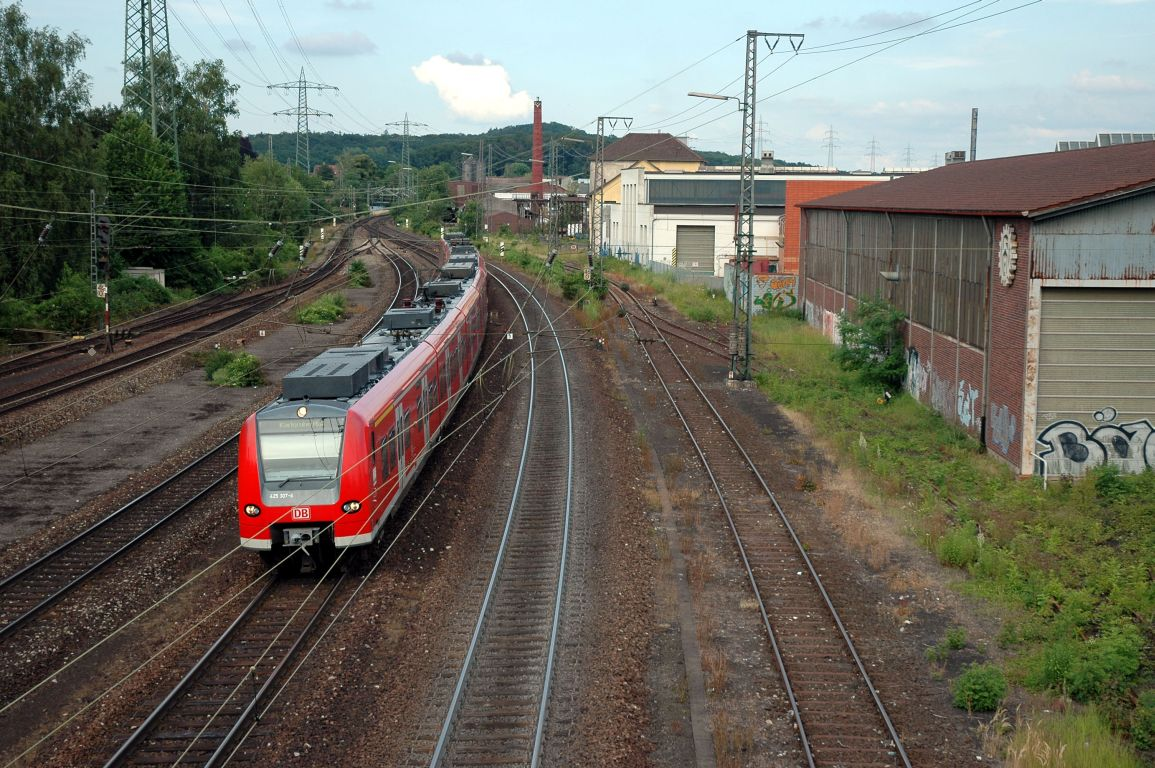
A Stuttgart felől érkezik a 425 307 Mühlacker állomásra
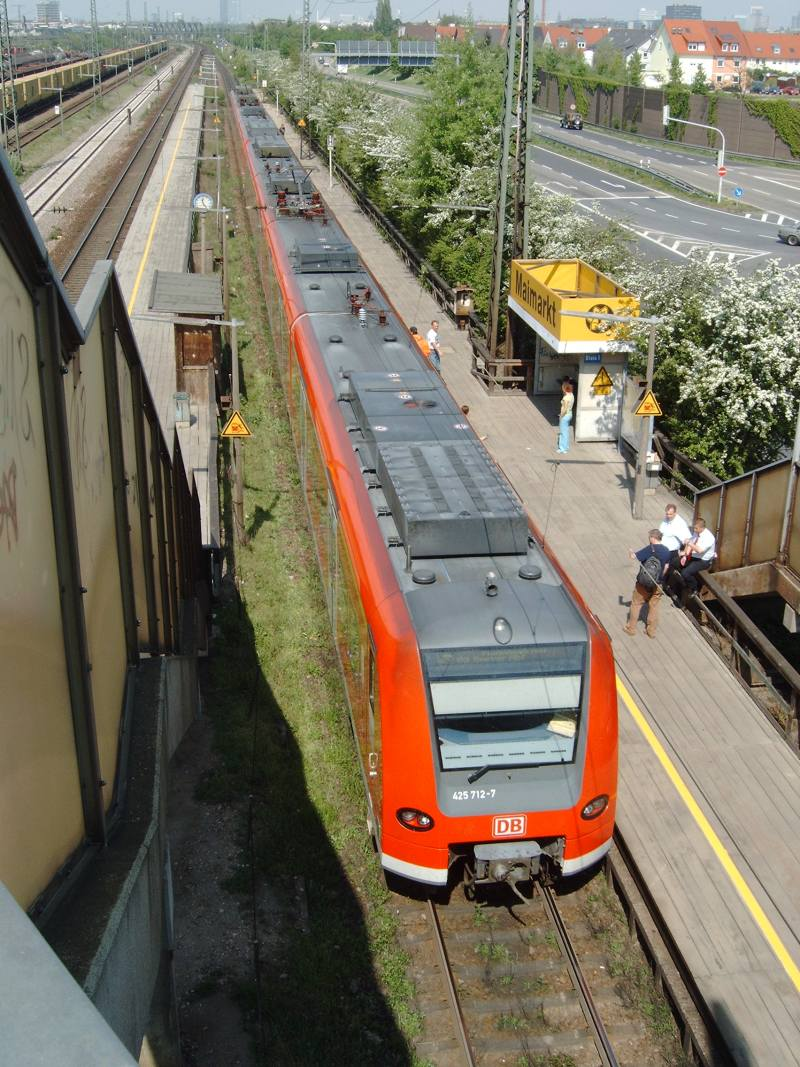
A DB 425-öse felülnézetből Mannheim Rangierbahnhofon
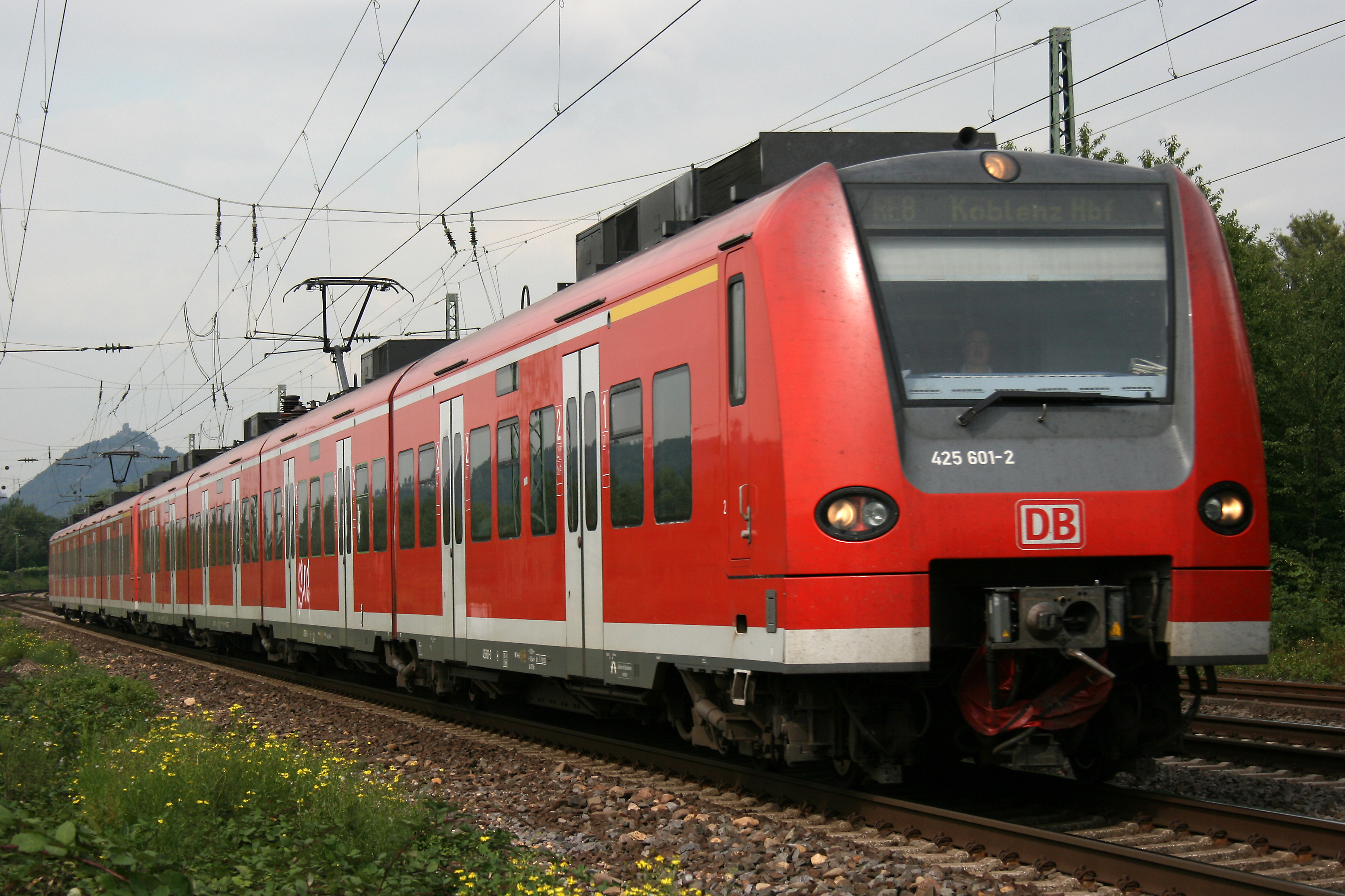
A DB 425 101 Unkelnél
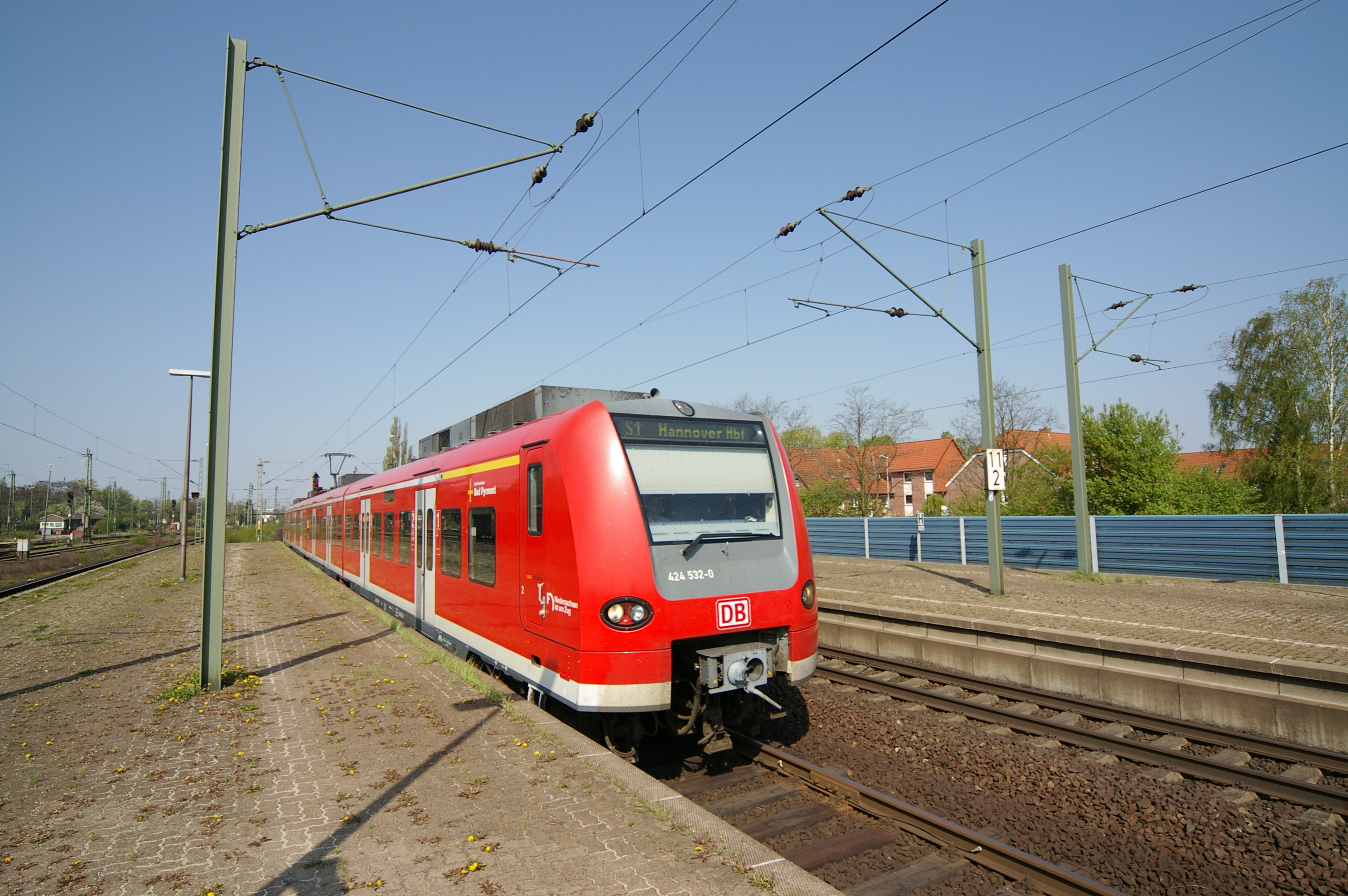
A DB 424 032-ese Seelze állomásán
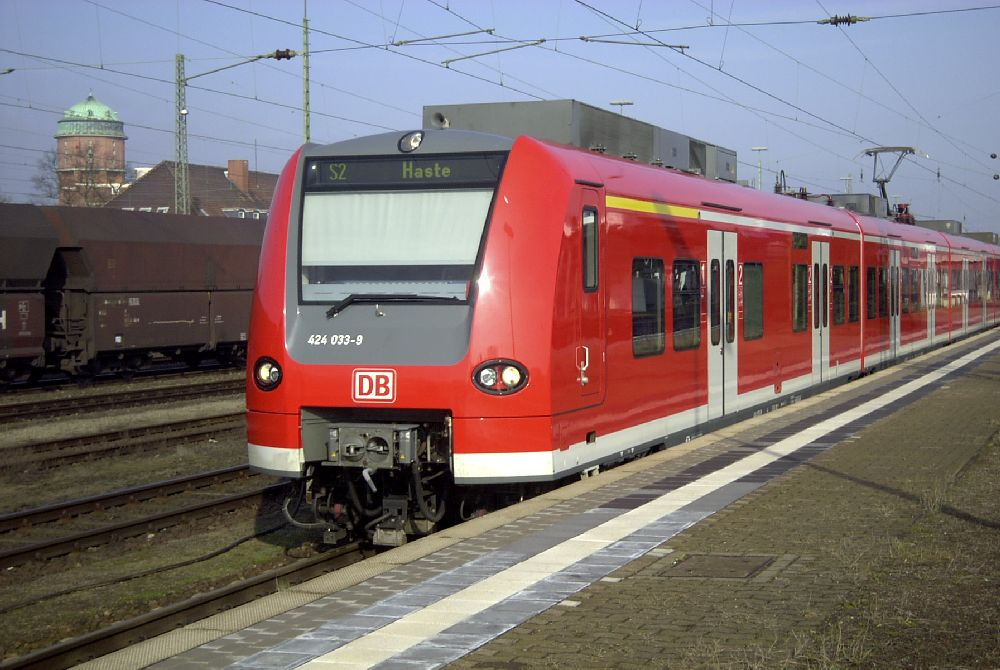
A hannover S-Bahnon közlekedő DB 424 033 Nienburg (Weser) állomáson